# Cultura samara
La cultura samara fue una cultura eneolítica de que existió entre 5500 y 4800 a. C. en la región de la curva de Samara en el curso medio del Volga, descubierta durante excavaciones arqueológicas realizadas en 1973 cerca del pueblo de Syezzheye (Съезжее) en Rusia. El valle del río Samara contiene también yacimientos de culturas sucesoras, que son llamadas genéricamente como culturas de Samara o culturas del valle del Samara. Algunos de estos yacimientos están siendo excavados actualmente. La cultura de Samara como nombre propio, sin embargo, se reserva para el Eneolítico temprano de la región, que engloba esta cultura, la sucesora cultura jvalynsk y la aún más tardía cultura yamna. Por tanto, "Eneolítico" designa a cualquier cultura en la etapa de desarrollo de las herramientas. No se refiere a un período de tiempo.

## Yacimientos de la cultura de Samara
Además del yacimiento mencionado anteriormentem otros yacimientos son los de Varfolomievka (a orillas del Volga, realmente parte de la cultura del norte del Caspio) y Mykolskie a orillas del Dniéper. Varfolomiefka se remonta al 5500 a. C.

## UrheimatIndoeuropeo
Estas tres culturas tienen más o menos la misma extensión. Marija Gimbutas fue la primera en considerar esta región como el urheimat del idioma proto-indoeuropeo e hipotetizar que la cultura eneolítica de la región era de hecho indoeuropea. 
La mayoría de los indoeuropeístas previos a Gimbutas habían teorizado estas etapas de desarrollo:
- formación en una patria en las estepas.
- diáspora hacia Europa, Oriente Medio y Asia Central.
- formación de idiomas derivados.

Gimbutas aplicó el término kurgán para las culturas en fase de diápora. No se encuentran en el eneolítico kurganes desarrollados, pero se puede observar que están en etapa de desarrollo.

## Caballos
Véase también Domesticación del Caballo.
El período de samara no se conoce tan bien ni se ha excavado tanto como los otros dos. Gimbutas los data en el 5000 a. C. Los hallazgos arqueológicos parecen relacionados con los de la cultura dniéper-don, con la excepción de los caballos.
Las ofrendas de las tumbas incluyen objetos ornamentales decorados con figuras de caballos. En las tumbas asimismo se han hallado restos de caballos. Sin embargo, no se puede determinar si estos caballos estaban domesticados o no, aunque ciertamente eran usados para la obtención de carne.

## Emplazamiento central
La extensión en la que se desarrolló la cultura samara es el terreno de bosque y estepa del curso medio el Volga, aunque la cultura del norte Caspio, en el curso inferior del Volga, es eneolítica también. En el contexto de la hipótesis de los kurganes, esta área se considera un lugar idóneo para el intercambio de léxico entre los hablantes de las lenguas protoindoeuropeas y los de las lenguas urálicas. Como cruce de caminos entre el este y el oeste y el norte y el sur, debe haber recibido influencias y estímulos de muchos pueblos. No obstante, este emplazamiento debía en algún modo haberse orientado hacia la guerra y la defensa, ya que la cultura indoeuropea era guerrera.

## Artefactos

### Alfarería
La alfarería hallada consiste principalmente en altas tazas ovoides con bordes pronunciados. No se sostienen por sí mismas en una superficie plana, lo que sugiere que tenían algún método para sostenerlas, quizá algún cesto o cabestrillo, que se apoyarían en los bordes. El portador acarreaba los recipientes sobre el hombro o sobre un animal.
En cuanto a la decoración, generalmente consiste en motivos circulares: líneas, zig-zags o líneas ondulantes, incisas, grabadas o impresas con un peine. Estos patrones se entienden mejor cuando se ven desde arriba. Parecen motivos solares, siendo la boca del recipiente el sol. Su religión se cree que adoraba la luz.

### Tumbas
Las tumbas son fosas profundas para individuos solos, aunque se podrían alojar dos o tres individuos. Algunas de las tumbas están cubiertas con un cairn de piedras, o un montículo bajo de tierra (antecesor de los kurganes). Los kurganes posteriores, más desarrollados, consistían en una colina desde la cual el jefe fallecido podría ascender al dios cielo. No se puede asegurar que estos pequeños montículos tenían el mismo significado.

### Objetos de sacrificio
La cultura se caracteriza por restos de animales sacrificados, que se encuentran en casi todos los yacimientos. Típicamente, la cabeza y los cascos del ganado estaban colocados en profundos cuencos sobre la tumba humana, teñidos de ocre. Algunos han estipulado que éste es el comienzo de los sacrificios de caballos, aunque este punto de vista no ha sido sufcientemente avalado. Se sabe que los indoeuropeos sacrificaban personas y animales, pero esto también lo hacían otras culturas.

### Armas
Los indoeuropeos no serían ellos mismos si no hubiera señales de armas. Las tumbas escondían dagas de sílex y hueso, situadas en el brazo o en la cabeza del fallecido, una se halló en la tumba de un niño pequeño. El encontrar armas en las tumbas de los niños se hizo común más tarde.
Otras armas son puntas de lanza de hueso y puntas de flecha de sílex.

### Otros objetos
Se encontraron otras estatuillas de hueso labrado y colgantes en las tumbas. Las más controvertidas son placas de huesos que muestran caballos o cabezas dobles de bueyes. Están perforadas. Se supone que eran colgantes o partes de arnés.
No hay pruebas incontestables de que los caballos se montaran, pese al gran número de huesos de caballos descubiertos.